# Дерменешть (Димбовіца)
Дерменешть, Дерменешті (рум. Dărmănești) — село у повіті Димбовіца в Румунії. Входить до складу комуни Дерменешть.
Село розташоване на відстані 59 км на північний захід від Бухареста, 24 км на схід від Тирговіште, 83 км на південь від Брашова.

## Населення
За даними перепису населення 2002 року у селі проживали 3829 осіб. Рідною мовою 3827 осіб (99,9%) назвали румунську.
Національний склад населення села:
| Національність | Кількість осіб | Відсоток |
| -------------- | -------------- | -------- |
| румуни         | 3818           | 99,7%    |
| цигани         | 8              | 0,2%     |